# Katsiaryna Stankevich
Katsiaryna Stankevich (Кацярына Станкевіч), née le 5 juin 1977, est une athlète biélorusse, spécialiste du 400 mètres.

## Biographie
Elle remporte la médaille d'or du relais 4 × 400 mètres lors des Championnats d'Europe en salle 2005 de Vienne, en Autriche, en compagnie de ses compatriotes Iryna Khliustava, Anna Kozak et Sviatlana Usovich. 

### Palmarès
| Date | Compétition                    | Lieu   | Résultat | Épreuve          |
| ---- | ------------------------------ | ------ | -------- | ---------------- |
| 2002 | Championnats d'Europe en salle | Vienne | 1re      | Relais 4 × 400 m |

### Records
| Épreuve | Épreuve   | Performance | Lieu  | Date        |
| ------- | --------- | ----------- | ----- | ----------- |
| 400 m   | Plein air | 53 s 13     | Brest | 2 juin 2004 |
| 400 m   | Salle     |             |       |             |